# Haroldius oharai
Haroldius oharai là một loài bọ cánh cứng trong họ Bọ hung (Scarabaeidae).